# Riccardo Battocchio
Riccardo Battocchio (Bassano del Grappa, 14 agosto 1962) è un vescovo cattolico italiano, dal 24 febbraio 2025 vescovo di Vittorio Veneto.

## Biografia
Nato il 14 agosto 1962 a Bassano del Grappa, ha vissuto con la famiglia a Fellette di Romano d'Ezzelino, in provincia di Vicenza e diocesi di Padova. Ha conseguito la maturità classica presso il Liceo G.B. Brocchi di Bassano.

### Formazione e ministero sacerdotale
Dopo essere entrato al seminario maggiore di Padova, è stato ordinato presbitero il 7 giugno 1987 dall'arcivescovo Filippo Franceschi per la diocesi di Padova.
È stato inviato a Roma per proseguire gli studi presso l'Almo Collegio Capranica. Nel 1989 ha ottenuto la licenza in teologia dogmatica alla Pontificia Università Gregoriana, dove successivamente, nel 2003, ha conseguito anche il dottorato, approfondendo l'ecclesiologia di Marsilio da Padova con una tesi dal titolo Temi Ecclesiologici in Marsilio da Padova. Un'ecclesiologia alternativa?.
Dal 1992 ha insegnato teologia fondamentale e dogmatica alla sezione di Padova della Facoltà teologica dell'Italia settentrionale, per poi proseguire, dal 2005, presso la Facoltà teologica del Triveneto e l'Istituto superiore di scienze religiose di Padova. Tra il 2013 e il 2018 ha ricoperto il ruolo di vicedirettore del ciclo di specializzazione della Facoltà teologica del Triveneto, con un focus specifico sulla licenza in Teologia pastorale. Nel marzo 2015 è stato nominato vicepreside della stessa facoltà e, a partire dal maggio 2018, ha assunto la direzione del ciclo di specializzazione, comprendente la licenza in teologia pastorale e quella in teologia spirituale.
L'impegno nell'insegnamento si è esteso anche ad altre istituzioni teologiche: tra il 2020 e il 2025 ha svolto il ruolo di professore invitato presso la Pontificia Università Gregoriana, la Pontificia Università Lateranense e la Facoltà Teologica Pugliese.
Parallelamente all'attività accademica, ha avuto un ruolo di rilievo nella gestione della biblioteca del seminario vescovile di Padova, dirigendone sia la sezione antica sia quella moderna dal 2004 al 2013 e, successivamente, concentrandosi esclusivamente sulla sezione antica fino al 2019.
Il suo impegno si è esteso anche al panorama culturale e istituzionale. Dal 2018 è membro effettivo dell'Accademia galileiana di scienze, lettere e arti di Padova, all'interno della classe di scienze morali, lettere e arti, oltre a far parte dell'Istituto per la storia ecclesiastica padovana. Dal gennaio 2022 è socio corrispondente della Pontificia accademia di teologia.
Ha pubblicato numerosi studi nel campo della teologia, sotto forma di monografie, articoli e curatele.
Accanto all'attività accademica, dal 1992 al 2019 è stato cooperatore festivo in diverse parrocchie della diocesi di Padova, tra cui Terranegra, Romano d'Ezzelino, Laghi di Cittadella, Bojon di Campolongo Maggiore, Camponogara e Campoverardo, Sant'Angelo di Piove di Sacco. Tra il 1992 e il 1994 ha svolto il ruolo di formatore nel seminario di Padova mentre dal 2017 al 2019 ha collaborato con l'équipe dell'Istituto San Luca per la formazione permanente del clero diocesano, tenendo anche conferenze in altri contesti ecclesiali.
Nel corso degli anni ha assunto incarichi di rilievo a livello nazionale e internazionale. Dal 2004 è membro dell'Associazione teologica italiana, di cui è stato eletto presidente nel 2019 e riconfermato nel 2023.
Sempre nel 2019 papa Francesco lo ha nominato rettore dell'Almo Collegio Capranica a Roma. In questa veste, è anche canonico onorario della basilica di Santa Maria Maggiore e membro del consiglio presbiterale e del consiglio dei prefetti della diocesi di Roma.
Il 25 novembre 2022 è stato nominato consultore per il Dicastero per il clero. Tra il 2023 e il 2024 ha partecipato attivamente alla XVI assemblea generale ordinaria del Sinodo dei vescovi del 2023, ricoprendo il ruolo di membro e segretario speciale.

### Ministero episcopale
Il 24 febbraio 2025 papa Francesco lo ha nominato vescovo di Vittorio Veneto; è succeduto a Corrado Pizziolo, precedentemente dimessosi per raggiunti limiti di età. Ha ricevuto la consacrazione episcopale il 25 maggio seguente, nella cattedrale di Vittorio Veneto, dal patriarca di Venezia Francesco Moraglia, co-consacranti il cardinale Beniamino Stella, prefetto emerito della Congregazione per il clero, e il vescovo di Padova Claudio Cipolla. Durante la stessa celebrazione ha preso possesso della diocesi.
La sua prima scelta è stata la rinuncia ad avere un proprio stemma episcopale.

## Genealogia episcopale
La genealogia episcopale è:
- Cardinale Scipione Rebiba
- Cardinale Giulio Antonio Santori
- Cardinale Girolamo Bernerio, O.P.
- Arcivescovo Galeazzo Sanvitale
- Cardinale Ludovico Ludovisi
- Cardinale Luigi Caetani
- Cardinale Ulderico Carpegna
- Cardinale Paluzzo Paluzzi Altieri degli Albertoni
- Papa Benedetto XIII
- Papa Benedetto XIV
- Papa Clemente XIII
- Cardinale Enrico Benedetto Stuart
- Papa Leone XII
- Cardinale Chiarissimo Falconieri Mellini
- Cardinale Camillo Di Pietro
- Cardinale Mieczysław Halka Ledóchowski
- Cardinale Jan Maurycy Paweł Puzyna de Kosielsko
- Arcivescovo Józef Bilczewski
- Arcivescovo Bolesław Twardowski
- Arcivescovo Eugeniusz Baziak
- Papa Giovanni Paolo II
- Cardinale Carlo Maria Martini, S.I.
- Cardinale Dionigi Tettamanzi
- Cardinale Angelo Bagnasco
- Patriarca Francesco Moraglia
- Vescovo Riccardo Battocchio